# Tuffi ai Giochi della XXXII Olimpiade - Piattaforma 10 metri sincro maschile
La gara dei tuffi dalla piattaforma 10 metri sincro maschile dei Giochi della XXXII Olimpiade di Tokyo è stata disputata il 26 luglio 2021 presso il Tokyo Aquatics Centre. Vi hanno partecipato otto coppie di atleti provenienti da altrettante nazioni. La gara si è svolta in un unico turno di finale in cui ogni coppia ha eseguito una serie di sei tuffi.
La competizione è stata vinta dalla coppia britannica Tom Daley e Matthew Lee, mentre l'argento e il bronzo sono andati rispettivamente ai cinesi Cao Yuan e Chen Aisen e ai russi Oleksandr Bondar e Viktor Minibaev.

## Risultati
| Pos.    | Atleti                                 | Nazione       | T1    | T2    | T3    | T4    | T5    | T6     | Totale |
| ------- | -------------------------------------- | ------------- | ----- | ----- | ----- | ----- | ----- | ------ | ------ |
| Oro     | Tom Daley Matthew Lee                  | Gran Bretagna | 52,80 | 54,60 | 79,68 | 93,96 | 89,76 | 101,01 | 471,81 |
| Argento | Cao Yuan Chen Aisen                    | Cina          | 54,00 | 57,60 | 90,78 | 73,44 | 93,24 | 101,52 | 470,58 |
| Bronzo  | Oleksandr Bondar Viktor Minibaev       | ROC           | 52,80 | 51,60 | 78,54 | 89,64 | 77,70 | 89,64  | 439,92 |
| 4       | José Balleza Isaias Kevin Berlín Reyes | Messico       | 50,40 | 50,40 | 76,80 | 75,48 | 72,15 | 82,08  | 407,31 |
| 5       | Vincent Riendeau Nathan Zsombor-Murray | Canada        | 52,20 | 52,80 | 74,88 | 79,20 | 65,28 | 80,64  | 405,00 |
| 6       | Oleh Serbin Oleksij Sereda             | Ucraina       | 47,40 | 49,20 | 80,64 | 79,20 | 72,00 | 72,00  | 400,44 |
| 7       | Kim Yeong-nam Woo Ha-ram               | Corea del Sud | 48,60 | 42,60 | 73,92 | 73,44 | 82,08 | 75,48  | 396,12 |
| 8       | Hiroki Itō Kazuki Murakami             | Giappone      | 51,00 | 52,20 | 72,00 | 65,70 | 59,40 | 76,80  | 377,10 |